# Doktorzy honoris causa Uniwersytetu Komisji Edukacji Narodowej w Krakowie
Doktoraty honoris causa nadane w Wyższej Szkole Pedagogicznej, Akademii Pedagogicznej i Uniwersytecie Pedagogicznym im. Komisji Edukacji Narodowej w Krakowie

## Lata 70.
- Prof. Kazimierz Sośnicki
- Prof. Anna Zofia Krygowska

## Lata 80.
- Prof. Wincenty Okoń
- Prof. Henryk Jabłoński
- Prof. Jan Nowakowski
- Prof. Marian Tyrowicz

## Lata 90.
- Prof. Tadeusz Słowikowski(inne języki)
- Prof. Henryk Markiewicz
- Prof. Zenon Moszner
- Ks. prof. Józef Tischner
- Prof. Henryk Samsonowicz
- Prof. Alain van Crugten
- Borys Woźnicki
- Prof. Gaston Gross(inne języki)
- Prof. Bożena Chrząstowska

## XXI wiek
- Prof. Horst Buszello(inne języki)
- Prof. Iwan Wakarczuk
- Prof. Tadeusz Lewowicki
- Prof. Franciszek Ziejka
- Prof. Tadeusz Chrzanowski
- Prof. Edward Polański
- Prof. Kazimierz Polański
- Prof. Wojciech Wrzesiński
- Prof. Jan Baszkiewicz
- Prof. Marek Waldenberg
- Ks. kard. Stanisław Dziwisz
- Prof. Wiktor Matrosow
- Prof. Ryszard Tadeusiewicz
- Prof. Edgar Morin
- Prof. Adam Massalski
- Adam Michnik
- Prof. Stanisław Gajda
- Prof. Jacques Cortès(inne języki)
- Prof. Stefan Michał Kwiatkowski
- Bp Tadeusz Pieronek
- Prof. Algirdas Gaižutis
- Prof. Štefan Hraška(inne języki)
- Prof. Jacek Majchrowski
- Prof. Aharon Seidenberg
- Jerzy Owsiak
- Prof. Salah Mejri
- Prof. Wiesław Banyś
- Prof. Krystyna Zachwatowicz - Wajda
- Andrzej Wajda
- Prof. Antoni Tajduś
- Prof. Władysław Stróżewski[1]
- Prof. Zbigniew Marciniak